# Гордон Герріот Каннінгем
Гордон Герріот Каннінгем (англ. Gordon Herriot Cunningham) — один з перших новозеландських мікологів і фітопатологів.

## Біографія
Гордон Каннінгем народився 27 серпня 1892 року на вівчарській фермі в центральній частині регіону Отаго, він був одним з семи дітей у сім'ї Джозефа Вотсона Каннінгема і Гелен Дональдсон Герріот. Навчався в школах у Данробіні і Тапануї. 1909 року Каннінгем переїхав до Австралії. Він працював на фруктових плантаціях у Тасманії та Південній Австралії, потім на плантації цукрової тростини у Квінсленді. Після цього деякий час працював із верблюдами в центральній Австралії, 1910 року повернувся до Нової Зеландії.
Під час Першої світової війни служив в полку Отаго. Брав участь в Дарданельській операції, потім захворів на дизентерію. В очікуванні транспортування до Єгипту Каннінгем був поранений шрапнеллю. В Єгипті познайомився з мовознавцем Джеральдом Меттьюсом.
Після повернення на батьківщину Гордон Каннінгем зацікавився флорою і хворобами рослин Нової Зеландії. 21 лютого 1918 року Каннінгем одружився з Меггі Леслі Макгрегор. У 1919 році Альфред Кокейн запросив Каннінгема працювати в своїй лабораторії у Верароа. У 1920 році лабораторія переїхала до Веллінгтона.
Потім Гордон навчався в Університеті королеви Вікторії, 1924 року закінчив його зі ступенем бакалавра. 1926 року став магістром, а 1927 року — доктором філософії. 1929 року він відвідав США, Англію та інші країни Європи. 1936 року був призначений директором Відділення фітопатології в Окленді.
Упродовж 20 років Каннінгем вивчав Gasteromycetes Австралії й Нової Зеландії, 1944 року була видана його книга, в якій узагальнювалися його спостереження. 1948 року Каннінгем у складі делегації з Нової Зеландії знову відвідав Британію. 1951 року він втретє отримав можливість вивчати гербарії Європи.
1957 року Каннінгем пішов на пенсію. Помер 18 липня 1962 року в Окленді.

## Гриби, названі на честь Гордона Каннінгема
- Cunninghammyces Stalpers, 1985
- Bovista cunninghamii Kreisel, 1967
- Coccomyces cunninghamii P.R.Johnst., 2000
- Diplomitoporus cunninghamii P.K.Buchanan & Ryvarden, 1998
- Hyphodontia cunninghamii Gresl. & Rajchenb., 2000
- Perenniporia cunninghamii Decock, P.K.Buchanan & Ryvarden, 2000
- Phlebia cunninghamiana Duhem, 2009
- Thaxterogaster cunninghamii E.Horak, 1973 (syn. Cortinarius cunninghamii (E.Horak) Peintner & M.M.Moser, 2002)
- Vararia cunninghamii Boidin & Lanq., 1976